# Совјетски патриотизам
Совјетски патриотизам је социјалистички патриотизам који укључује емоционалну и културну везаност совјетског народа за Совјетски Савез као своју домовину. Такође се назива совјетским национализмом због ослањања земље на патриотску пропаганду.

## Манифестација у Совјетском Савезу
Стаљин је истицао централистички совјетски социјалистички патриотизам који је говорио о колективном „совјетском народу“ и идентификовао Русе као „старију браћу совјетског народа“. Током Другог светског рата, совјетски социјалистички патриотизам и руски национализам су се спојили, приказујући рат не само као борбу комуниста против фашиста, већ више као борбу за национални опстанак. Током рата, интереси Совјетског Савеза и руске нације били су представљени као исти, и као резултат тога Стаљинова влада је прихватила руске историјске хероје и симболе и успоставила дефакто савез са Руском православном црквом. Совјетска влада је рат описала као Велики отаџбински рат. После рата, национализам је званично укључен у идеологију Совјетског Савеза. Националности које су сматране „непоузданим“ биле су прогањане, а током Другог светског рата било је широко распрострањених смртоносних депортација.
Никита Хрушчов је удаљио политику совјетске владе од Стаљиновог ослањања на руски национализам. Хрушчов је промовисао појам народа Совјетског Савеза као наднационалног „совјетског народа“ који је постао државна политика након 1961. То није значило да су поједине етничке групе изгубиле своје засебне идентитете или да ће бити асимилиране, већ уместо тога промовисао „братски савез“ нација који је намеравао да етничке разлике учини неважним. Истовремено, совјетско образовање је наглашавало „интернационалистичку“ оријентацију. Многи неруски Совјети сумњали су да је ова „совјетизација“ параван за нову епизоду „русификације“, посебно зато што је учење руског језика постало обавезан део совјетског образовања, и зато што је совјетска влада подстицала етничке Руси да се иселе ван Русије и настањују се у другим совјетским „републикама“.
Напори да се постигне уједињени совјетски народ били су озбиљно оштећени тешким економским проблемима у Совјетском Савезу 1970-их и 1980-их, што је резултирало таласом антисовјетског расположења међу нерусима и Русима. Михаил Горбачов се представљао као совјетски патриота посвећен решавању економских и политичких проблема земље, али није био у стању да обузда растући регионални и секташки етнички национализам, након што се СССР распао 1991.

## Социјалистички патриотизам и буржоаски национализам
Под изгледом остварења међународног комунистичког покрета који је био посебно јак у то време, Лењин је одвојио патриотизам на оно што је дефинисао као пролетерски, социјалистички патриотизам од буржоаског национализма. Лењин је промовисао право свих нација на самоопредељење и право на јединство свих радника унутар нација, али је такође осудио шовинизам и тврдио да постоје и оправдана и неоправдана осећања националног поноса. Лењин је експлицитно осудио конвенционални руски национализам као „великоруски шовинизам“, а његова влада је настојала да прилагоди вишеструке етничке групе у земљи стварањем република и подрепубличких јединица како би неруским етничким групама обезбедила аутономију и заштиту од перципиране руске доминације. Лењин је такође настојао да уравнотежи етничку заступљеност руководства земље промовисањем неруских званичника у Комунистичкој партији Совјетског Савеза како би се супротставили великом присуству Руса у Партији. Међутим, чак и у овом раном периоду совјетска влада се повремено позивала на руски национализам када му је била потребна подршка – посебно на совјетским пограничним подручјима у раним годинама Совјетског Савеза.
Наводи се да је савремени кинески национализам у Народној Републици Кини, посебно варијанта коју је подржала Комунистичка партија Кине, направљен по узору на совјетски национализам.

## Савремени совјетски патриотизам
У савременој Русији, често се каже да Комунистичка партија Руске Федерације следи идеологију совјетског патриотизма.
У многим постсовјетским државама као што су Русија, Украјина, Молдавија, Белорусија, Казахстан и друге, постоји носталгија за Совјетским Савезом, пре свега код старије генерације људи. Совјетску симболику и пропаганду су руске снаге користиле током руско-украјинског рата (посебно током руске инвазије на Украјину 2022. године), да би легитимисале акције руских снага у Украјини.